# St. Johnsbury
St. Johnsbury ist eine Town im Caledonia County des Bundesstaates Vermont in den Vereinigten Staaten mit 7364 Einwohnern (laut Volkszählung des Jahres 2020). Als Verwaltungssitz des Countys (County Seat) ist es sowohl politisches als auch wirtschaftliches Zentrum seiner Region.

## Geografie

### Geografische Lage
St. Johnsbury liegt im Osten des Caledonia Countys, im östlichen Bereich der Green Mountains, nahe der Grenze zum Bundesstaat New Hampshire. Im Zentrum von St. Johnsbury mündet der Moose River in den Passumpsic River. Viele weitere Zuflüsse des Passumpsic River durchfließen die Town. Es gibt keine Seen nennenswerter Größe auf dem Gebiet der Town. Die Oberfläche der Town ist hügelig, die höchste Erhebung ist der 439 m hohe Mount Pisgah.

### Nachbargemeinden
Alle Entfernungen sind als Luftlinien zwischen den offiziellen Koordinaten der Orte aus der Volkszählung 2010 angegeben.
- Norden: Lyndon, 3,3 km
- Nordosten: Kirby, 8,6 km
- Osten: Concord, 18,0 km
- Südosten: Waterford, 8,5 km
- Süden: Barnet, 8,5 km
- Westen: Danville, 13,4 km
- Nordwesten: Wheelock, 17,7 km

### Klima
Die mittlere Durchschnittstemperatur in St. Johnsbury liegt zwischen −9,44 °C (15 °Fahrenheit) im Januar und 20,0 °C (68 °Fahrenheit) im Juli. Damit ist der Ort gegenüber dem langjährigen Mittel der USA um etwa 9 Grad kühler. Die Schneefälle zwischen Mitte Oktober und Mitte Mai liegen mit mehr als zwei Metern etwa doppelt so hoch wie die mittlere Schneehöhe in den USA. Die tägliche Sonnenscheindauer liegt am unteren Rand des Wertespektrums der USA, zwischen September und Mitte Dezember sogar deutlich darunter.

## Geschichte

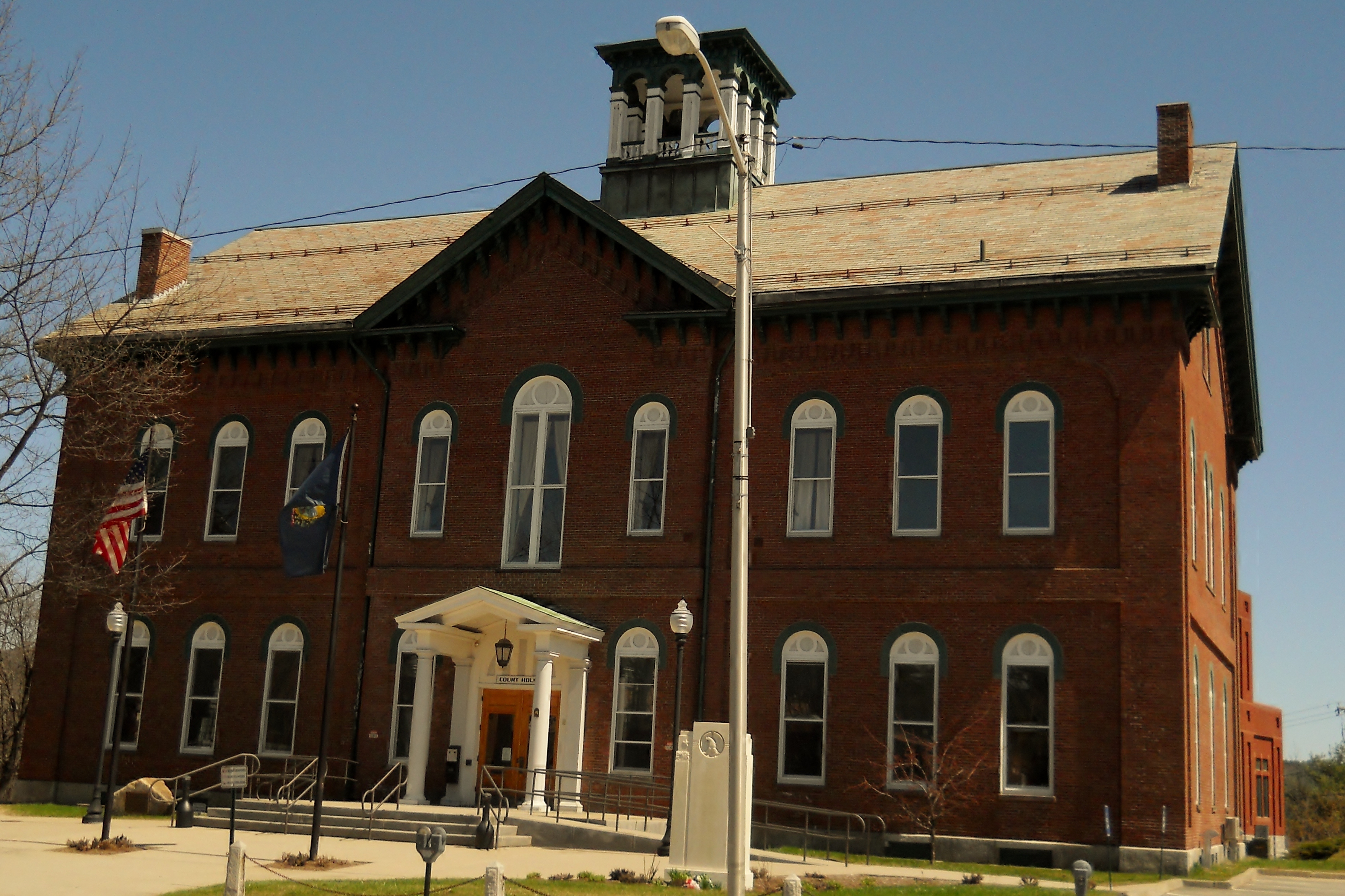
Superior Court

Die Gegend des heutigen St. Johnsbury wurde bereits 1760 unter dem Namen „Bessborough“ als Teil des angrenzenden Bundesstaates New Hampshire zur Besiedlung ausgerufen, was aber zu keinen nennenswerten Erfolgen führte. Erst 1786 wurde es unter dem Namen „Dunmore“ erneut zur Urbarmachung ausgeschrieben, diesmal von Vermont aus, und ab dem folgenden Jahr auch besiedelt. Der Verwaltungsaufbau wurde 1790 festgelegt; bei dieser Gelegenheit wurde der Siedlung auch ihr heutiger Name gegeben. Namensgeber war Jean de Créveœur, ein Freund Benjamin Franklins und Unterstützer des revolutionären Amerika. Zu diesem Zeitpunkt lebten im Bereich von St. Johnsbury 143 Personen.
1856 wurde St. Johnsbury anstelle von Danville zum Verwaltungszentrum (County Seat) ernannt. Damals entwickelte sich die Stadt gerade zu einem industriellen Zentrum der Gegend; zusätzlich wurde es zum Eisenbahnknotenpunkt.
Die öffentliche Bücherei, eine Stiftung von Horace Fairbanks, eines Unternehmers der Stadt und zeitweise Gouverneur Vermonts, wurde 1873 mit einer eigenen Kunsthalle erweitert. Unter dem Namen „Athenaeum“ ist diese Einrichtung auch heute noch in ihrer ursprünglichen Form erhalten. Ebenso ist das „Fairbanks Museum and Planetarium“ in seiner viktorianischen Architektur erhalten und gibt bis heute Zeugnis vom Selbstverständnis der Stadt als kulturelles und technologisches Zentrum Neuenglands in dieser Zeitspanne.

### Religion

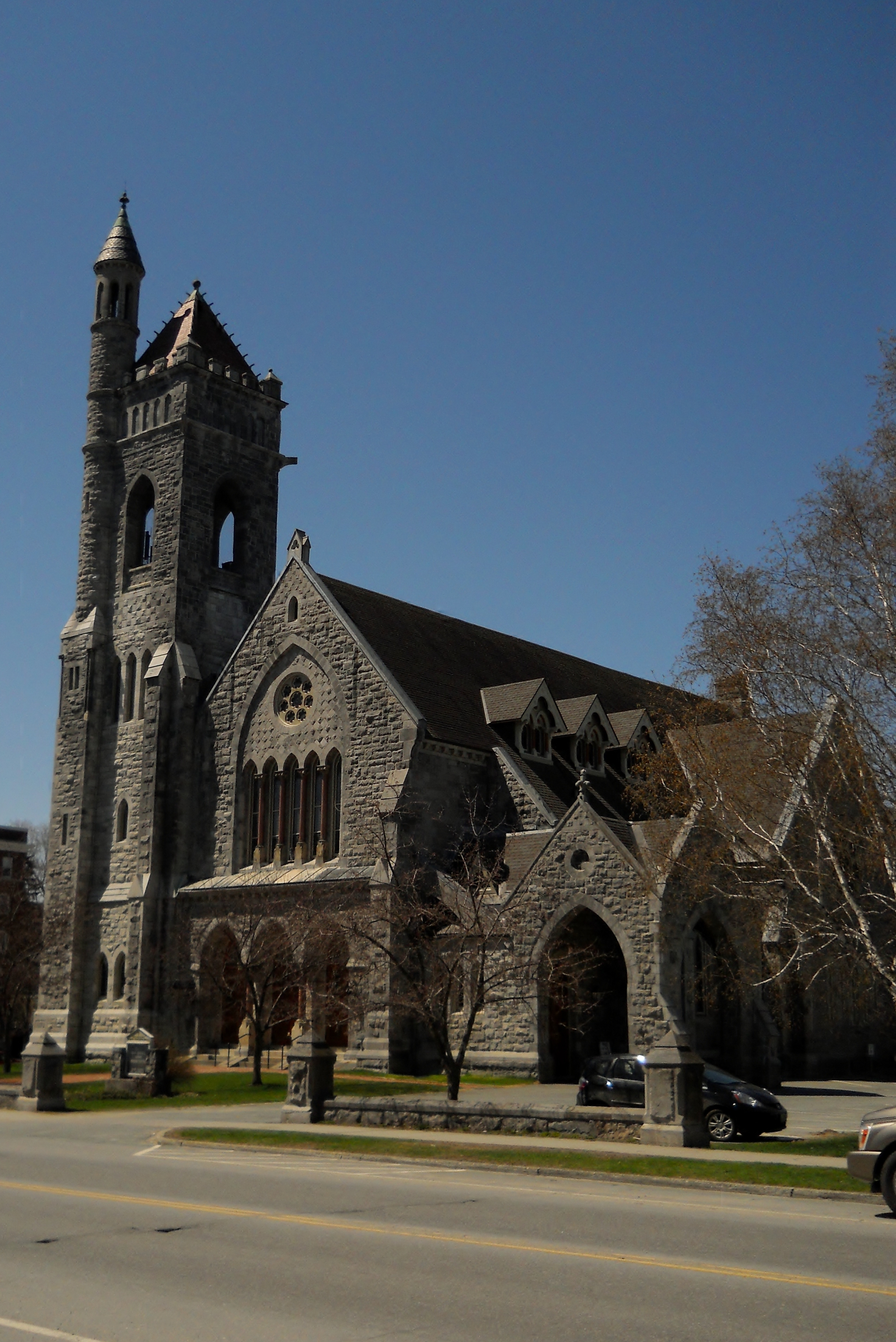
North Congregational Church

In St. Johnsbury ist eine vielfältige Kirchenlandschaft angesiedelt, die das tägliche Leben sehr stark bestimmt. Neben drei Gemeinden der United Church of Christ sind jeweils eine Gemeinde der Methodisten, der Episkopalen und der Assemblies of God vertreten. Ebenfalls ortsansässig sind eine römisch-katholische und eine mosaische Gemeinde.

### Einwohnerentwicklung
| Volkszählungsergebnisse – Town of St. Johnsbury | Volkszählungsergebnisse – Town of St. Johnsbury | Volkszählungsergebnisse – Town of St. Johnsbury | Volkszählungsergebnisse – Town of St. Johnsbury | Volkszählungsergebnisse – Town of St. Johnsbury | Volkszählungsergebnisse – Town of St. Johnsbury | Volkszählungsergebnisse – Town of St. Johnsbury | Volkszählungsergebnisse – Town of St. Johnsbury | Volkszählungsergebnisse – Town of St. Johnsbury | Volkszählungsergebnisse – Town of St. Johnsbury | Volkszählungsergebnisse – Town of St. Johnsbury |
| Jahr                                            | 1700                                            | 1710                                            | 1720                                            | 1730                                            | 1740                                            | 1750                                            | 1760                                            | 1770                                            | 1780                                            | 1790                                            |
| ----------------------------------------------- | ----------------------------------------------- | ----------------------------------------------- | ----------------------------------------------- | ----------------------------------------------- | ----------------------------------------------- | ----------------------------------------------- | ----------------------------------------------- | ----------------------------------------------- | ----------------------------------------------- | ----------------------------------------------- |
| Einwohner                                       |                                                 |                                                 |                                                 |                                                 |                                                 |                                                 |                                                 |                                                 |                                                 | 143                                             |
| Jahr                                            | 1800                                            | 1810                                            | 1820                                            | 1830                                            | 1840                                            | 1850                                            | 1860                                            | 1870                                            | 1880                                            | 1890                                            |
| Einwohner                                       | 663                                             | 1334                                            | 1404                                            | 1592                                            | 1887                                            | 2758                                            | 3469                                            | 4665                                            | 5800                                            | 6567                                            |
| Jahr                                            | 1900                                            | 1910                                            | 1920                                            | 1930                                            | 1940                                            | 1950                                            | 1960                                            | 1970                                            | 1980                                            | 1990                                            |
| Einwohner                                       | 7010                                            | 8098                                            | 8708                                            | 9696                                            | 9095                                            | 9292                                            | 8869                                            | 8409                                            | 7938                                            | 7608                                            |
| Jahr                                            | 2000                                            | 2010                                            | 2020                                            | 2030                                            | 2040                                            | 2050                                            | 2060                                            | 2070                                            | 2080                                            | 2090                                            |
| Einwohner                                       | 7571                                            | 7603                                            | 7364                                            |                                                 |                                                 |                                                 |                                                 |                                                 |                                                 |                                                 |

## Kultur und Sehenswürdigkeiten

### Museen

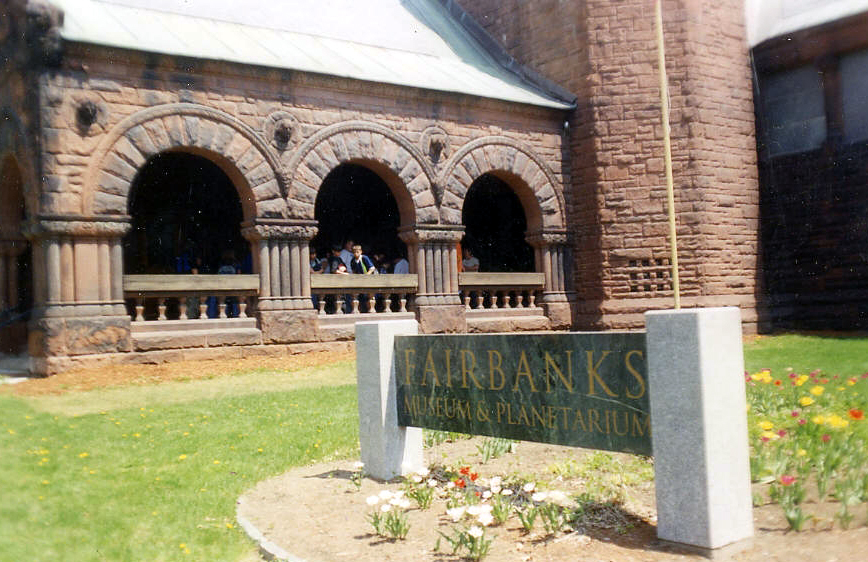
Fairbanks Museum

Das Fairbanks Museum and Planetarium wurde 1891 von Franklin Fairbanks gegründet. Das Museum und seine Gebäude sind im National Register of Historic Places gelistet. In ihm befindet sich auch eine Meteorologische Abteilung. Sie heißt Eye on the Sky. Meteorologen verfassen hier Wettervorhersagen für Vermont. Übertragen werden die Vorhersagen über örtliche Radiostationen und für drei lokale Zeitungen, den Caledonian Record, den Times Argus und den Rutland Herald.

## Wirtschaft und Infrastruktur

### Verkehr
Die Interstate 91 verläuft in nordsüdlicher Richtung durch St. Johnsbury. Von ihr zweigt in östlicher Richtung südlich der Grenze zur Town die Interstate 93 ab. Im Zentrum von St. Johnsbury kreuzen sich dem in nordsüdlicher Richtung verlaufenden U.S. Highway 5 und den in westöstlicher Richtung verlaufenden U.S. Highway 2. An das Eisenbahnnetz ist St. Johnsbury durch die Bahnstrecke White River Junction–Lennoxville und die Bahnstrecke Lunenburg–Maquam angeschlossen.

### Öffentliche Einrichtungen
Das Northeastern Vermont Regional Hospital in St. Johnsbury ist das regionale Krankenhaus für die Einwohner St. Johnsburys und die der benachbarten Towns.

### Bildung

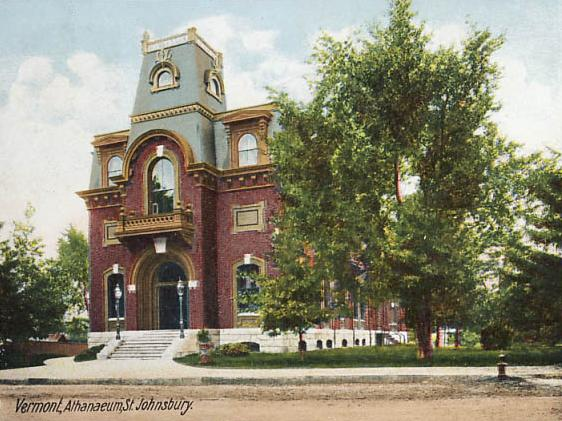
St. Johnsbury Athenæum

St. Johnsbury bildet einen eigenen Schulbezirk. In St. Johnsbury befindet sich die St. Johnsbury School. Sie bietet für 600 Schulkinder Klassen von Pre-Kindergarten bis zum achten Schuljahr. Die St. Johnsbury Academy ist eine private High School mit angeschlossenem Internat. Gegründet wurde sie 1842 von Thaddeus Fairbanks und bietet 220 Schülerinnen und Schülern Klassen vom achten bis zwölften Schuljahr.
Das St. Johnsbury Athenæum ist eine Bibliothek mit einer außergewöhnlichen Architektur, die 1996 zum National Historic Landmark erklärt wurde. Sie war eine Schenkung durch Horace Fairbanks an die Town St. Johnsbury. Er fügte ihr auch seine private Kunstsammlung zu.

## Persönlichkeiten

### Söhne und Töchter der Stadt
- Lemuel H. Arnold (1792–1852), Politiker und Gouverneur von Rhode Island
- Charles E. Gibson (1925–2017), Politiker und Attorney General von Vermont
- Ellery Albee Hibbard (1826–1903), Politiker im Repräsentantenhaus
- Frederick G. Fleetwood (1868–1938), Politiker im Repräsentantenhaus
- Robert Holbrook Smith (1879–1950), Arzt und Mitbegründer der Anonymen Alkoholiker

### Persönlichkeiten, die vor Ort gewirkt haben
- Luther Jewett (1772–1860), Politiker und Verleger zweier Zeitungen in St. Johnsbury
- Horace Fairbanks (1820–1888), Gouverneur von Vermont, Unternehmer und Stifter der Bibliothek in St. Johnsbury